# 蘇斯滕山
46°41′56″N 8°27′19″E / 46.69889°N 8.45528°E

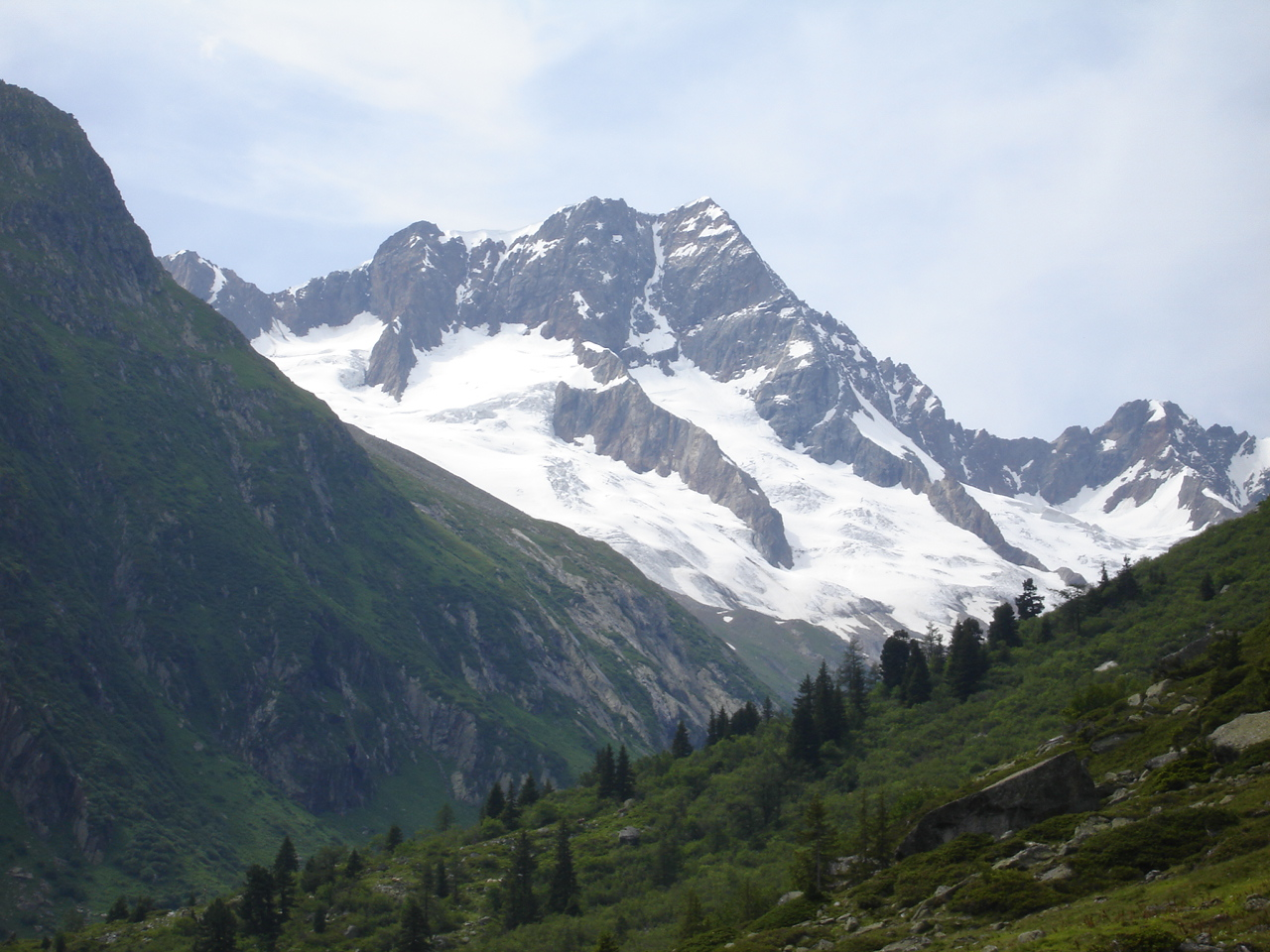

蘇斯滕山（Sustenhorn），是瑞士的山峰，位於該國西部，處於伯恩州和烏里州接壤的邊界，屬於烏里山的一部分，海拔高度3,503米，人類在1841年8月7日首次登頂。